# پتین مورین (رود)
پتین مورین (به فرانسوی: Petit Morin) یک رود در فرانسه است که در سن-ا-مارن واقع شده‌است.